# Жіноча бійка (фільм)
«Жіноча бійка» — американська чорна комедія 2016 року, знята Онуром Тукелем за власним сценарієм. Головні ролі виконали Сандра О, Енн Хеч, Алісія Сільверстоун, Емі Хілл, Майра Лукреція Тейлор, Аріель Кавуссі, Крейг Бірко, Тітус Берджесс і Ділан Бейкер. Світова прем'єра фільму відбулася на Міжнародному кінофестивалі в Торонто 9 вересня 2016 року, а 3 березня 2017 року компанією Dark Sky Films вийшов обмеженим прокатом і в форматі відео на вимогу.

## Сюжет
Художниця Ешлі Міллер і домогосподарка Вероніка Солт — дві нещасливі жінки. Ешлі намагається продати свої твори мистецтва, що погіршує її стосунки з партнеркою Лізою. Вероніка, алкоголічка, до якої чоловік Стенлі ставиться з презирством, знущається над талантом свого сина малювати. Обидві жінки дивляться новини про напруженість між Сполученими Штатами та Близьким Сходом.
Стенлі влаштовує вечірку для свого ділового партнера. Ліза, офіціантка, змушує Ешлі допомогти. Вероніка приходить випити, і дві жінки впізнають одна одну — вони колись разом навчалися у коледжу. Розмова поступово переростає у взаємні звинувачення. Чоловік каже Вероніці піти, але вона зустрічає Ешлі на сходах. Спочатку вони кидаються образами, потім деруться кулаками. Ешлі вдаряє Вероніку кулаком по обличчю. Коли Вероніка намагається встати, вона падає зі сходів і впадає в кому.
Через два роки Вероніка прокидається, не пам'ятаючи про бійку. Вона дізнається, що її чоловік застрелився, син загинув під час війни на Близькому Сході, а всі її гроші були витрачені на її лікування. Вона переїжджає до своєї колишньої економки Донни та влаштовується покоївкою. Ешлі, навпаки, тепер відома художниця, війна спричинила популярність її картин на похмуру тематику. Вони з Лізою вирішують створити сім'ю, тому Ешлі запліднює за допомогою донорської сперми. Різні переконання спричиняють їх відчуження одна від одної.
Вероніка знаходить журнал з Ешлі на обкладинці, і роздратована її успіхом. Вона сперечається з Донною про війну та переїжджає в дешевий готель. Вона знаходить відеозапис, який залишив їй син Кіп, де він розповідає, що покинув школу, щоб піти в армію, щоб вона пишалася цим. Вона плаче, потім йде на відкриття галереї Ешлі. Побачивши картину із зображенням її власного закривавленого обличчя, згадує їхню сварку. Вона починає знищувати картини, і коли Ешлі намагається її зупинити, Вероніка б'є Ешлі кулаком і втікає з малюнком її обличчя. Ешлі біжить за нею, і вони починають бити одна одну інструментами. Вероніка перемагає Ешлі, вдаряючи її гайковим ключем по голові. Вероніка спотикається, а шлакоблок падає на голову Ешлі, і вона впадає в кому.
Через два роки Ешлі прокидається і виявляє, що втратила дитину під час коми, Ліза покинула її, і вона розорена після того, як її картини продали, щоб оплатити лікарняні витрати. Сполучені Штати виграли війну з терористами, і її стиль похмурого мистецтва втратив будь-яку популярність. Тим часом Саллі, помічниця Ешлі, стала відомою та багатою завдяки популярності її коміксів про щасливих синіх зайчиків. Тепер Ешлі доводиться працювати на свою колишню помічницю і намагається почати малювати знову, але виявляє, що фізично не може цього робити через свої травми.
Ешлі знаходить квиток на автобус до Пенсільванії, усвідомлюючи, що він належить Вероніці, яка доглядає за своєю тіткою Чарлі. Ешлі несподівано приходить до неї у гості з наміром «знищити» її. Вероніка готує Ешлі сніданок, і обидві виявляють, що у них є дещо спільне. Вероніка відтворює Ешлі записи, зроблені Кіпом, зізнаючись, що, переглядаючи їх, вона відчуває, що її син все ще з нею, і це допомогло їй подолати гнів на Ешлі. Ешлі зворушена, але потім випадково проливає воду на камеру. Вероніка злякалася, тому що ніколи не робила резервні копії файлів. Вони починають битися, виходячи в ліс. Зрештою вони обидві сидять на землі, б'ють одна одну знову і знову, а потім обидві ридають. Тітка Чарлі спостерігає за їхньою бійкою з вікна. Відеокамера раптово перезавантажується, з чого видно, що вона все-таки не зламана.

## Актори
- Сандра О — Вероніка Солт[1]
- Енн Гейч — Ешлі Міллер[1]
- Алісія Сільверстоун — Ліза[1]
- Івана Миличевич — Рейчел
- Пітер Джекобсон — Карл
- Майра Лукреція Тейлор — Донна[2]
- Емі Гілл — тітка Чарлі
- Деміан Янг у ролі Стенлі Солта
- Тітус Берджесс — Джон
- Джордан Карлос в ролі Хауї
- Джуліан Яо Джойелло в ролі Кіпа Солта
- Ділан Бейкер в ролі доктора Джонса
- Аріель Кавуссі в ролі Саллі
- Стівен Геведон в ролі Тома Фергюсона
- Енні Маккейн Енгман у ролі Крісті
- Маріса Віталі в ролі Деббі

## Виробництво
Основні знімання фільму завершилися наприкінці грудня 2015 року в Нью-Йорку. Продюсуванням фільму займався Грег Ньюман з MPI Media Group разом із Гігі Графф.

## Випуск
Світова прем'єра фільму відбулася на Міжнародному кінофестивалі в Торонто 9 вересня 2016 року Невдовзі після цього Dark Sky Films придбала права на розповсюдження фільму та призначила його обмежений прокат 3 березня 2017 року та відео на замовлення.

## Критика
На вебсайті агрегатора рецензій Rotten Tomatoes рейтинг схвалення фільму становить 74 % на основі 61 рецензії, а середній рейтинг складає 6,1/10. Критичний консенсус веб-сайту гласить: «Розумний, належним чином огидний і добре продуманий, фільм Catfight завдає сюжетних ударів так само швидко та сильно, як і фізичне насильство, яке демонструється на екрані». На Metacritic фільм отримав середньозважену оцінку 66 зі 100 на основі 17 критиків, що означає «загалом схвальні відгуки».